# Las Vegas
Las Vegas [lɑs ˈveɪgəs] ist die größte Stadt im US-Bundesstaat Nevada und Verwaltungssitz des Clark County. Das U.S. Census Bureau hat bei der Volkszählung 2020 eine Einwohnerzahl von 641.903 ermittelt.
Die Stadt ist das Zentrum der gleichnamigen Metropolregion mit rund 2,3 Millionen Einwohnern und eine der weltweit am meisten besuchten Städte. Der Name stammt aus dem Spanischen und bedeutet „Die Auen“ oder „Die Wiesen“. Las Vegas ist das kulturelle, infrastrukturelle und wirtschaftliche Zentrum Nevadas und eine der am schnellsten wachsenden Städte der Vereinigten Staaten.
Seit der Legalisierung des Glücksspiels in den 1930er Jahren hat sich Las Vegas als touristisches Zentrum von internationaler Bedeutung entwickelt. Siedelten sich zunächst einfache Spielbanken an, ist Las Vegas heute von luxuriösen Hotelkomplexen mit großen Casinos und Freizeitangeboten geprägt. Wegen der besonderen Gesetze zur Eheschließung in Nevada entstanden außerdem viele Wedding Chapels in der Stadt.

## Geschichte

### Erste Besiedlung bis zur Stadtgründung
Als die erste nicht eingeborene Person, die das Gebiet des heutigen Las Vegas erreichte, gilt der Mexikaner Rafael Rivera, der 1829 als Kundschafter einer Handelskarawane auf dem Old Spanish Trail nach Los Angeles eine Alternativroute suchte. Aufgrund der artesischen Quellen und der damit verbundenen Vegetation in der ansonsten trockenen Wüstenregion nannte er den Ort Las Vegas (span. „Die Auen“).
Die erste Siedlung wurde 1855 von der Kirche Jesu Christi der Heiligen der Letzten Tage (Mormonen) gegründet, aber schon zwei Jahre später wieder aufgegeben. Mitte der 1860er Jahre errichtete die US-Armee das Fort Baker.
Las Vegas wurde wegen seiner Quellen zu einem wichtigen Zwischenstopp für Wagentrecks und die Eisenbahn auf dem Weg zwischen Kalifornien im Westen und New Mexico im Osten. 1903 verkaufte die Rancherwitwe Helen Stewart für 55.000 US-Dollar einen Großteil ihres Farmgrundstücks an die Eisenbahngesellschaft San Pedro, Los Angeles and Salt Lake Railroad: Diese hatte im gleichen Jahr die Bahnstrecke Salt Lake City–Los Angeles bis Las Vegas fertiggestellt. 1905 war die gesamte Bahnstrecke fertiggestellt und die Gesellschaft parzellierte wegen der regen Nachfrage das erworbene Farmgrundstück. Am 15. Mai 1905 wurden für insgesamt 265.000 US-Dollar Grundstücke an Spekulanten und Investoren versteigert, die Stadt Las Vegas war damit offiziell gegründet.

### Legalisierung des Glücksspiels; der Boom und der Niedergang

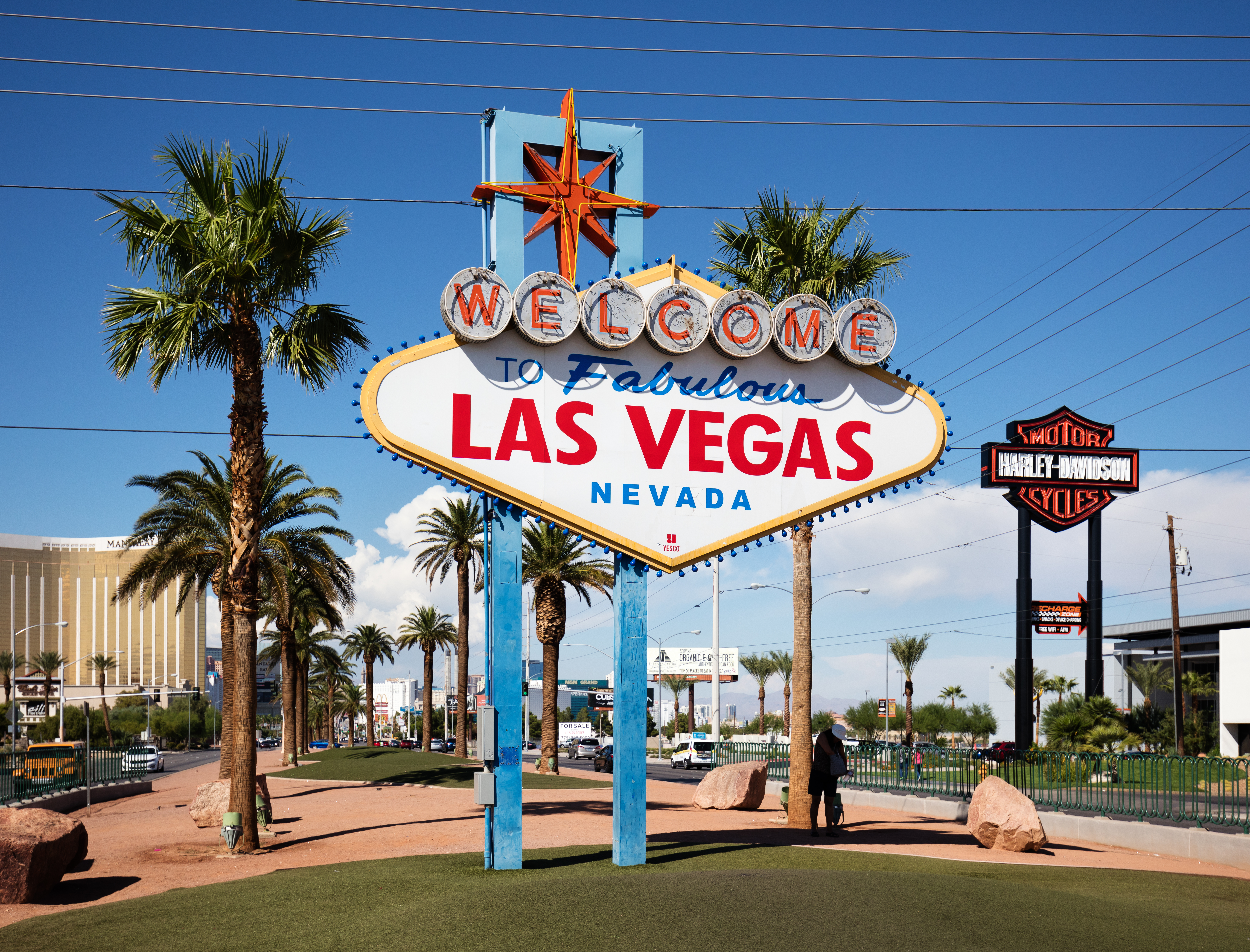
„Welcome to Fabulous Las Vegas“

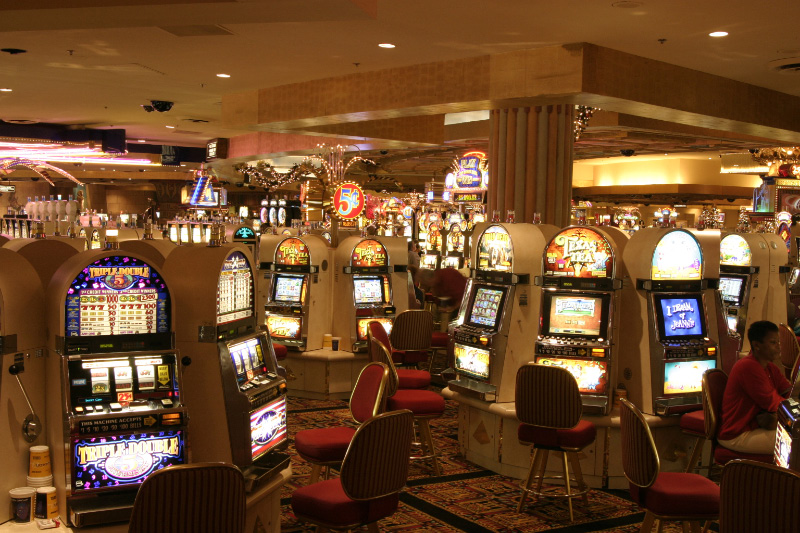
Spielcasino

Mit dem Bau des Hoover Dam von 1931 bis 1935 und der Legalisierung des Glücksspiels in Nevada 1931 wurde der Grundstein für das schnelle Wachstum der Stadt gelegt. 1941 öffnete mit dem El Rancho Vegas das erste Hotelcasino etwas außerhalb der damaligen Ortschaft Las Vegas und im Dezember 1942 folgte das New Frontier am Strip. Der Mobster Bugsy Siegel, der seit 1941 ein Wettbüro für Pferderennen in Las Vegas betrieb, kaufte Ende 1945 mit mehreren Partnern, unter ihnen Meyer Lansky, Moe Sedway und David Berman, das Glücksspielhotel El Cortez. Bald darauf wurde es mit Gewinn verkauft und das Geld in den Bau des Flamingo Las Vegas investiert. Es wurde das erste Hotelcasino, das in Anlehnung an die Nachtclubs in Hollywood einen Bühnensaal hatte, in dem Stars auftraten. Entgegen der gängigen Legende war Siegel somit nicht der Gründervater des Konzepts der Hotelcasinos und des modernen Las Vegas, sondern folgte anderen, die vor ihm diesen Weg eingeschlagen hatten.
In den 1950er Jahren kamen zahlreiche Besucher in die Stadt, um die Atombombentests zu sehen, die in der Nähe der Stadt auf der Nevada Test Site in der Wüste stattfanden. In dieser Zeit stieg der Einfluss der amerikanischen Cosa Nostra; sie kontrollierte zahlreiche Hotels. Teile der Gewinne der Casinos wurden von den Gangstern abgeschöpft, bevor sie versteuert werden konnten, und landeten bei den Familienbossen, die fernab der Stadt aus Städten wie z. B. Chicago oder Miami die Casinos kontrollierten.
Danach hatte das National Crime Syndicate Las Vegas zur offenen Stadt erklärt; d. h. im Unterschied zu anderen Städten „gehörte“ sie nicht einer „Familie“ oder einem Verbrecher-Clan, sondern hier konnte sich jeder geschäftlich engagieren. Die Bosse finanzierten die Baukosten ab 1960 aus dem neu gegründeten Pensionsfonds der Transportarbeitergewerkschaft der Teamsters; insbesondere gilt dieses Vorgehen für die Rückkehr der Cosa Nostra nach Las Vegas in den 1970er Jahren, die über Strohmänner abgewickelt wurde. So kaufte Allen Glick 1974 für 63 Millionen US-Dollar aus Gewerkschaftsmitteln zwei Casinos. Die Verbindung wurde dabei über offizielle Kanäle der Teamsters zu Frank Balistrieri hergestellt, dem Cosa-Nostra-Boss von Milwaukee, der dann Nick Civella kontaktierte. Der Fondsverwalter Roy Williams hatte nur noch zu unterschreiben. Insbesondere gilt diese Form der Finanzierung für die Casinos Aladdin, Circus Circus, The Sands, The Dunes und Tropicana.
Diese Umwegfinanzierungen und das „Skimming“ der Casinos wurden aufgedeckt. Spätestens als am 14. Februar 1979 ein Geldkurier aus Las Vegas am Flughafen von Kansas City mit zwei 40.000-US-Dollar-Paketen gefasst wurde, war die Korruption offenbar, und eine Reihe erfolgreicher Hausdurchsuchungen begann. 1986 wurden weitere Mobster des Chicago Outfit wegen der finanziellen Abschöpfung der Casinos in Las Vegas zu Strafen in Höhe von zwei Millionen US-Dollar verurteilt. Schon Mitte der 1960er Jahre suchte Moe Dalitz neue Eigentümer für die Casinos. Diese Rolle übernahm Howard Hughes 1967, der die bis heute gängigen Business-Modelle einführte und so die Gangster langsam verdrängte. In den 1970er und 80er Jahren galt die Stadt trotzdem als zunehmend heruntergekommen.

### Neuer Aufschwung

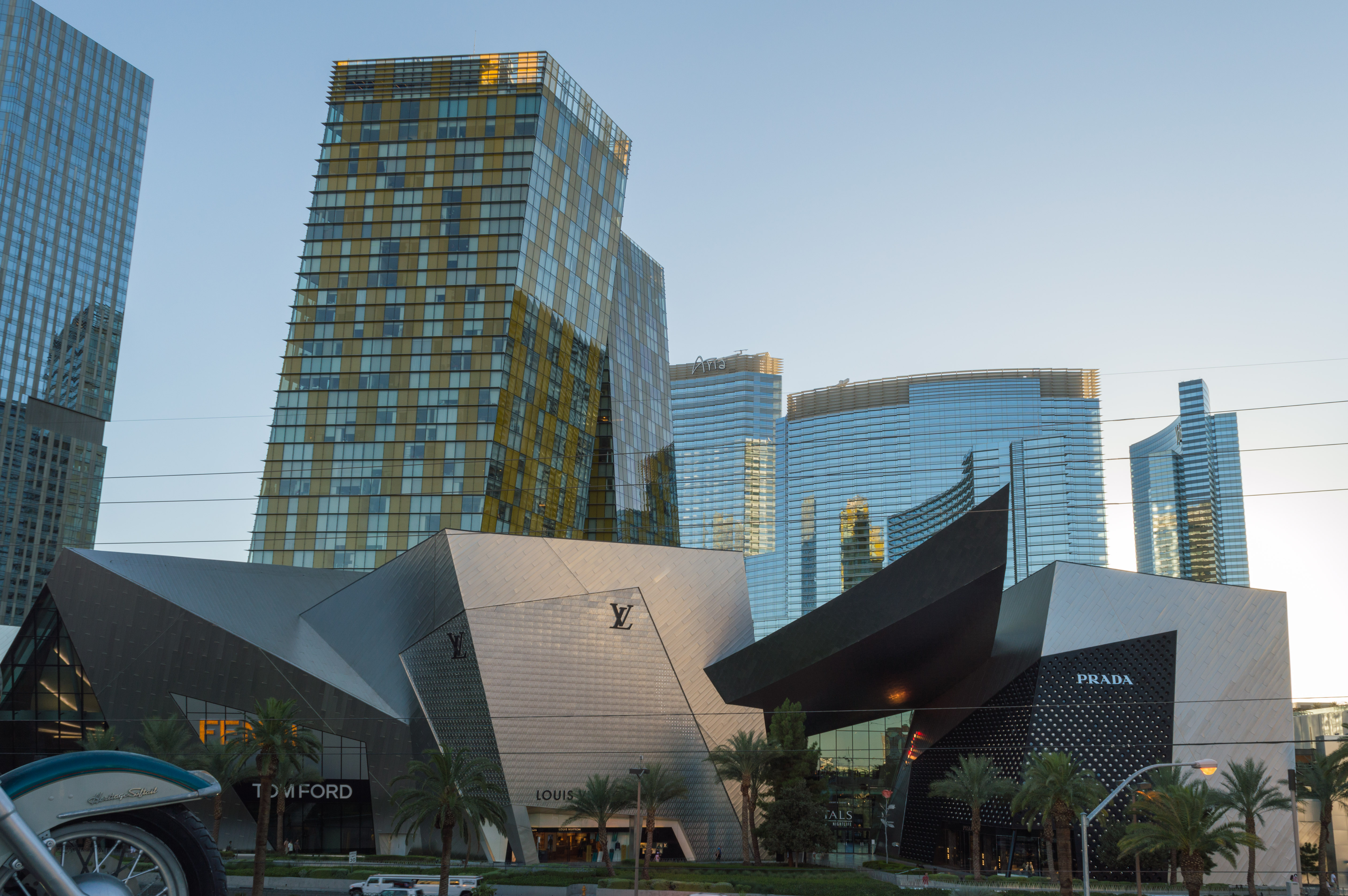
„City Center“-Projekt in Las Vegas

Seit 1990 ist Las Vegas eine der am schnellsten wachsenden Städte in den USA. Die Trendwende leitete Steve Wynn 1989 mit der Eröffnung des Mirage ein, das unter anderem mit der Siegfried & Roy Show wieder neue und vor allem zahlungskräftige Kundschaft anlocken konnte. Weiter konnte durch die Eröffnung des Las Vegas Convention Center, eine der weltweit größten Messehallen, durch Kongresse und Tagungen ein neues Publikum angezogen werden. Seit der Jahrtausendwende wurde von städtischer Seite versucht, das Image der Stadt von einer Sin City („Stadt der Sünde“) mit Casinos, Nacktbars und illegaler Prostitution zu einer City of Entertainment („Stadt der Unterhaltung“) zu ändern; das Ziel war, die Stadt auch für Familien mit Kindern attraktiv zu machen.
Tatsächlich konnte die Stadt große Erfolge erzielen: War Las Vegas 2008 noch die viertgefährlichste Stadt der USA, liegt sie nach Statistiken des FBI 2019 auf dem 68. Platz. Grundlage der Statistik war die Anzahl von Gewaltdelikten (Mord, Totschlag, Vergewaltigung und Raub) in Relation zur Einwohnerzahl, wobei nur Städte mit mehr als 500.000 Einwohnern ausgewertet wurden. Auch der Anteil der durch Glücksspiel erwirtschafteten Einnahmen der Hotels und Casinos geht zugunsten von anderen Freizeitaktivitäten zurück.
Seit den 2010er-Jahren bemüht sich die Stadtverwaltung, das historische Zentrum der Stadt, Downtown, zu revitalisieren. In den vorherigen Jahrzehnten hatte das Stadtviertel gegenüber dem südlich gelegenen Strip an Bedeutung verloren. So wurden im Jahr 2012 das Smith Center for the Performing Arts, ein Opern- und Konzerthaus im Art-déco-Stil, vier Museen sowie das Cleveland Clinic Lou Ruvo Center for Brain Health, ein dekonstruktivistisches Gebäude des Architekten Frank Gehry, eröffnet.
Am Strip entstanden zwischen 2008 und 2021 einige der größten Projekte in der Geschichte der Stadt. So eröffnete 2009 das CityCenter, ein Stadtviertel mit Hotels und Wohnungen in verschiedenen Wolkenkratzern, an dessen Planung die Architekturbüros von Norman Foster, Helmut Jahn und Daniel Libeskind beteiligt waren. Es ist das teuerste privat finanzierte Bauprojekt in der US-Geschichte. 2016 wurde am südlichen Ende des Strip die T-Mobile Arena fertiggestellt.
Beim Massenmord in Las Vegas am 1. Oktober 2017 wurden auf dem Gelände gegenüber dem Hotel Mandalay Bay während eines Auftritts des Country-Sängers Jason Aldean im Rahmen des Musikfestivals Route 91 Harvest 58 Personen getötet und mehr als 800 verletzt.
Die Gründung der Golden Knights (National Hockey League) 2017 und der Umzug der Raiders (National Football League) 2020 nach Las Vegas tragen weiter zum Wachstum der Besucherzahlen bei. 2020 wurde das Allegiant Stadium als Heimstätte der Raiders eröffnet. Das Stadion mit einer Besucherkapazität von 72.000 war bei seiner Eröffnung mit Baukosten von rund zwei Milliarden US-Dollar das teuerste Stadion der Welt.
2021 wurde mit Resorts World Las Vegas das teuerste Hotelprojekt der Stadt eröffnet. Mit Sphere at The Venetian Resort wurde im Jahr 2023 im Las Vegas Vorort Paradise das größte kugelförmige Gebäude der Welt fertiggestellt, dessen Fassade zu mehr als 90 % mittels LED-Technik beliebig animiert werden kann.

## Klima

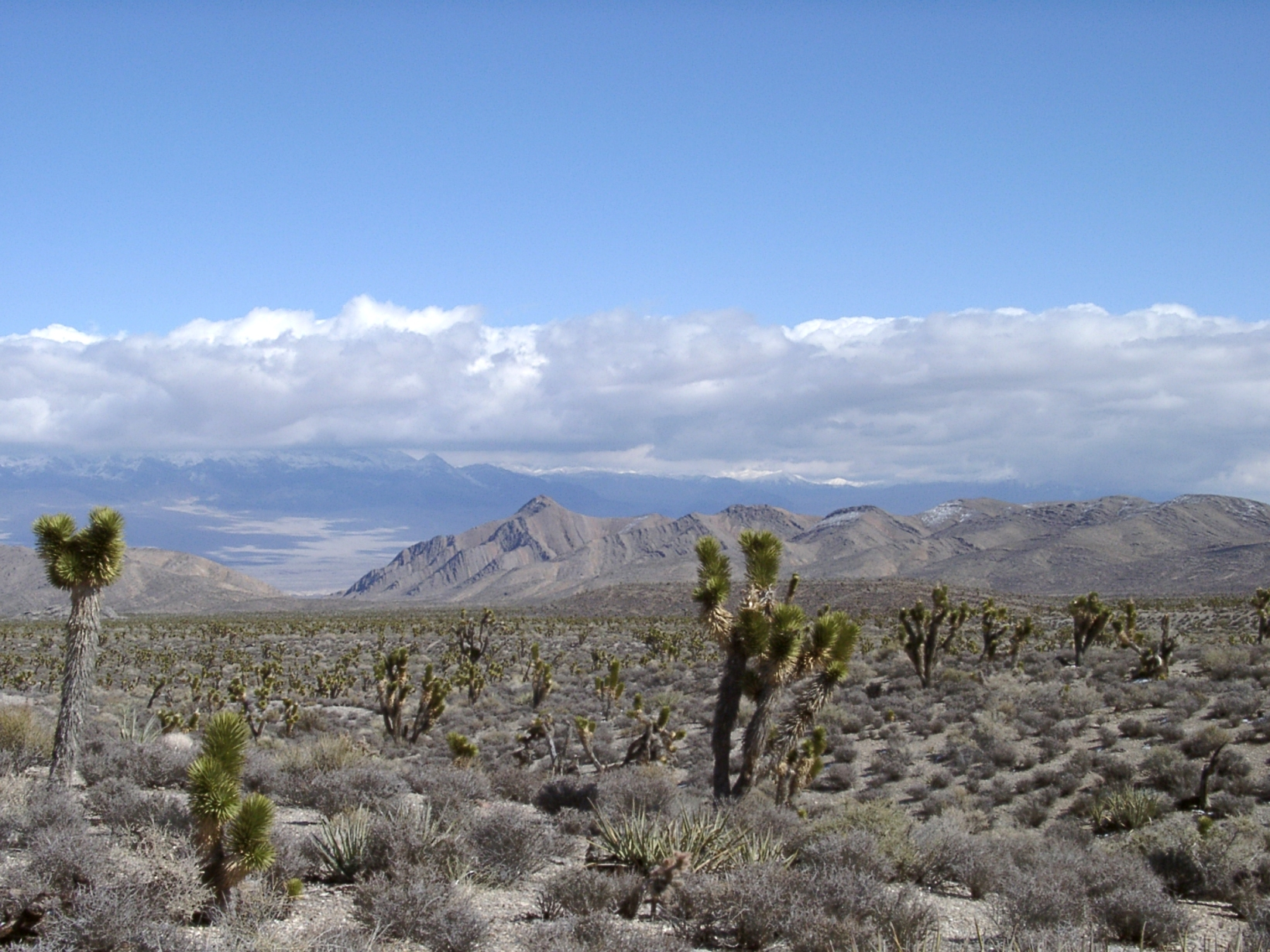
Typische Wüstenlandschaft um Las Vegas

Das Klima von Las Vegas ist ein Wüstenklima (BWh) mit langen, sehr heißen, trockenen Sommern und kurzen, kühlen Wintern.
|                       | Jan  | Feb  | Mär  | Apr  | Mai  | Jun  | Jul  | Aug  | Sep  | Okt  | Nov  | Dez  |   |       |
| Mittl. Tagesmax. (°C) | 14,1 | 17,4 | 20,4 | 25,3 | 31,0 | 37,9 | 41,1 | 39,6 | 34,8 | 27,8 | 19,7 | 14,2 | ⌀ | 27    |
| Mittl. Tagesmin. (°C) | 0,9  | 3,8  | 6,6  | 10,4 | 15,7 | 20,8 | 24,6 | 23,4 | 19,0 | 12,4 | 5,9  | 1,1  | ⌀ | 12,1  |
|                       |      |      |      |      |      |      |      |      |      |      |      |      |   |       |
| Niederschlag (mm)     | 12,2 | 12,2 | 10,7 | 5,3  | 7,1  | 3,0  | 8,9  | 12,4 | 7,1  | 5,3  | 10,9 | 9,7  | Σ | 104,8 |
|                       |      |      |      |      |      |      |      |      |      |      |      |      |   |       |
| Sonnenstunden (h/d)   | 7,9  | 8,7  | 10,2 | 11,5 | 12,5 | 13,4 | 12,6 | 11,9 | 11,2 | 9,8  | 8,2  | 7,6  | ⌀ | 10,5  |
|                       |      |      |      |      |      |      |      |      |      |      |      |      |   |       |
| Regentage (d)         | 2,1  | 1,8  | 2,1  | 1,2  | 0,9  | 0,5  | 1,6  | 2,0  | 1,2  | 1,0  | 1,3  | 1,7  | Σ | 17,4  |
|                       |      |      |      |      |      |      |      |      |      |      |      |      |   |       |
| Luftfeuchtigkeit (%)  | 44   | 38   | 33   | 24   | 21   | 16   | 21   | 25   | 25   | 28   | 36   | 44   | ⌀ | 29,6  |

| 0,9 |

| 3,8 |

| 6,6 |

| 10,4 |

| 15,7 |

| 20,8 |

| 24,6 |

| 23,4 |

| 19,0 |

| 12,4 |

| 5,9 |

| 1,1 |

| 0,9 |

| 3,8 |

| 6,6 |

| 10,4 |

| 15,7 |

| 20,8 |

| 24,6 |

| 23,4 |

| 19,0 |

| 12,4 |

| 5,9 |

| 1,1 |

## Bevölkerung
| Jahr | Einwohner |
| ---- | --------- |
| 1930 | 5.165     |
| 1940 | 8.422     |
| 1950 | 24.624    |
| 1960 | 64.405    |
| 1970 | 125.787   |
| 1980 | 164.674   |
| 1990 | 258.295   |
| 2000 | 480.042   |
| 2010 | 584.313   |
| 2020 | 641.903   |

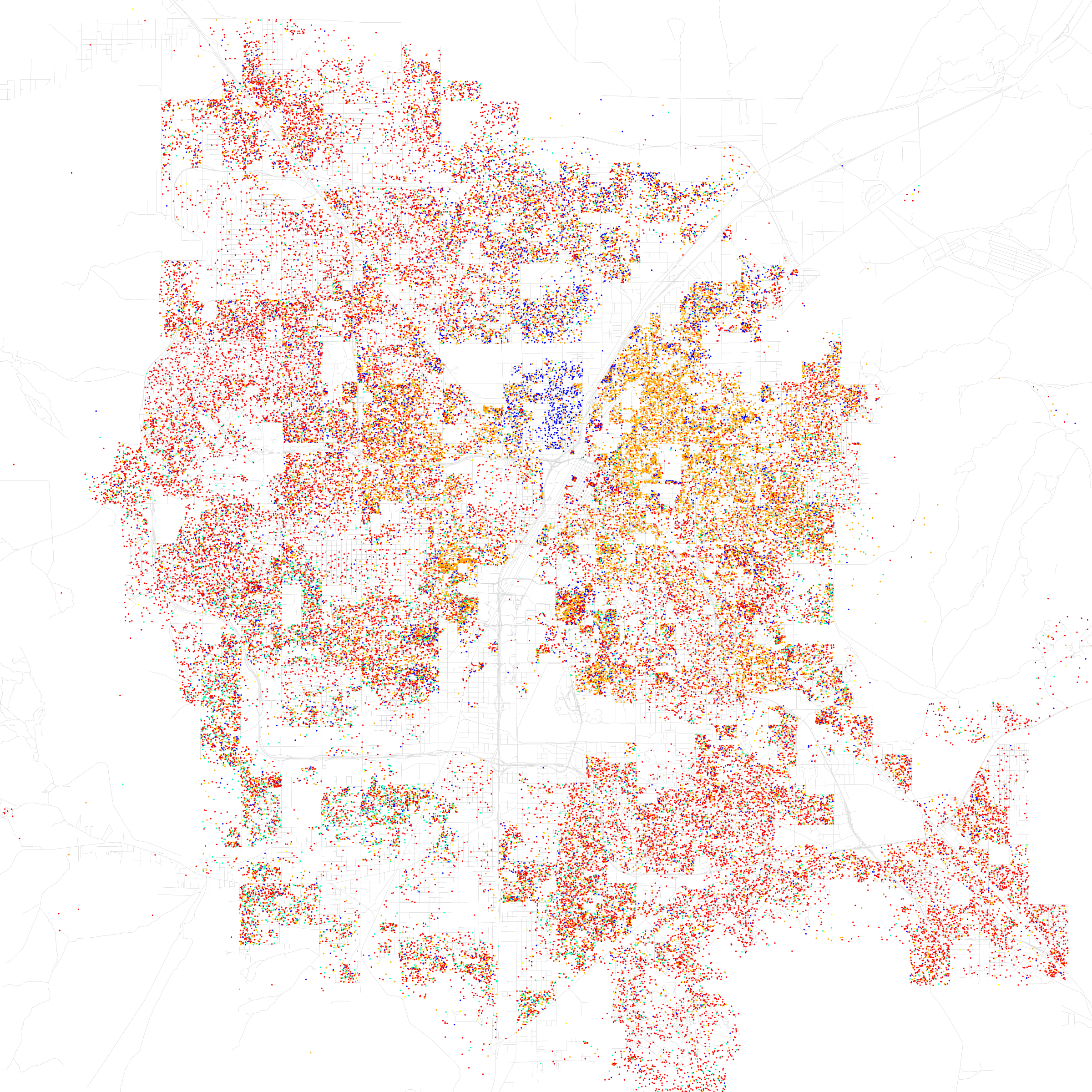
Darstellung der ethnischen Bevölkerungsverteilung in Las Vegas im Jahr 2010. Weiß, Schwarz, Asiatisch, Latino.

Las Vegas ist mit 632.912 Einwohnern (2016) Nevadas größte Stadt und war 2016 die 28-größte Stadt der Vereinigten Staaten. Bei einer Landfläche von 339,8 km² entspricht dies einer Bevölkerungsdichte von 1.862 Einwohnern je Quadratkilometer. Das jährliche Bevölkerungswachstum beträgt 2,0 Prozent (Durchschnitt, 2000–2008). Das geschlossene Siedlungsgebiet (Urban Area) von Las Vegas hat 1,31 Millionen Einwohner, die Metropolregion 1,87 Millionen.
Las Vegas wurde 1905 als Eisenbahnstadt gegründet und wuchs von Anfang an rasch. In den 1940er Jahren überschritt die Einwohnerzahl die 10.000er-Marke, 20 Jahre später hatte die Stadt bereits 100.000 Einwohner. Im Zeitraum 1990 bis 2016 hat sich die Einwohnerzahl mehr als verdoppelt. Wegen der inzwischen dichten Besiedlung des Stadtgebiets verlagert sich das Wachstum zunehmend auf die Vororte der Metropolregion, die mittlerweile das Bergland erreicht haben.
Als selbst für amerikanische Verhältnisse junge Stadt ist Las Vegas stark von Einwanderung geprägt. 2008 waren 78 Prozent der Einwohner außerhalb von Nevada geboren. Dabei hat die Einwanderung aus dem Ausland (überwiegend aus Mexiko) in den letzten Jahrzehnten deutlich zugenommen – war 1990 nur jeder zehnte Einwohner im Ausland geboren, ist es derzeit bereits fast jeder vierte. Der Ausländeranteil ist im gleichen Zeitraum von sechs Prozent auf 15 Prozent gestiegen. Knapp die Hälfte der Einwohner sind nicht-hispanische Weiße (47,9 Prozent), wobei ihr Anteil deutlich rückläufig ist. 2009 wurde Las Vegas zu einer sogenannten Majority-Minority City. Das heißt, dass nicht-hispanische Weiße, die landesweit eine knappe Zwei-Drittel-Mehrheit stellen, in der jeweiligen Stadt weniger als die Hälfte der Einwohner ausmachen. Hispanics sind mit 31,5 Prozent die zweitgrößte und am stärksten wachsende Bevölkerungsgruppe: 1980 lag ihr Anteil noch bei 7,8 Prozent.
Englisch ist für zwei Drittel der Einwohner von Las Vegas die Hauptsprache. Bedingt durch die Einwanderung von Lateinamerikanern hat der Anteil des Spanischen in den letzten Jahren stark zugenommen, sodass es mittlerweile von einem Viertel der Bevölkerung zu Hause verwendet wird. Die übrigen Sprachen machen zusammen acht Prozent aus. Insgesamt geben 16 Prozent der Befragten an, nicht sehr gut Englisch zu sprechen.
Las Vegas wies 2007 die höchste Suizidrate der Vereinigten Staaten auf.
Grafische Darstellung der Bevölkerungsentwicklung:

## Politik
- Liste der Bürgermeister von Las Vegas

### Partnerstädte
Ansan, Südkorea

 Huludao, China

 Pernik, Bulgarien

 Phuket, Thailand

 Angeles City, Philippinen

 Pamukkale, Türkei

## Wirtschaft und Infrastruktur
Die Einnahmen aus dem Tourismus betrugen 2017 circa 60 Milliarden US-Dollar, 2014 besuchten erstmals mehr als 40 Millionen Touristen die Stadt. Die Casinos selbst haben einen Gesamtumsatz von etwa 4,5 Milliarden US-Dollar im Jahr. Las Vegas verfügt über ca. 150.000 Gästebetten. Die Kosten für die Errichtung der Hotels werden dabei immer höher. Der Bau des Venetian Resort Hotel kostete 1,6 Milliarden US-Dollar und das Wynn Las Vegas Casino & Hotel gilt mit 2,7 Milliarden US-Dollar Baukosten als das teuerste Hotel. Donald Trump baute ein Hochhaus mit Eigentumswohnungen in der Stadt, die MGM-Mirage-Gruppe investierte rund 7,4 Milliarden US-Dollar in das im Dezember 2009 eröffnete CityCenter Las Vegas. Das durch eine Insolvenz an die Deutsche Bank gefallene The Cosmopolitan hat rund vier Milliarden US-Dollar gekostet.
Die COVID-19-Pandemie brachte einen dramatischen Rückgang der Besucherzahlen mit sich: von 42,52 Millionen Besuchern 2019 auf 19,03 Mio. im Jahr 2020, 2021 kamen 32,23 Mio. Besucher in die Stadt.
Der größte Arbeitgeber außerhalb der Glücksspiel- und Tourismusindustrie sind die Behörden der Stadt mit 20.000 Angestellten. Neben der Unterhaltungsbranche sorgt hier vor allem die öffentliche Hand mit der University of Nevada und der Post für Arbeitsplätze. Es gibt 30 Krankenhäuser, die Zahl stieg in den letzten Jahren deutlich.
Das Pro-Kopf-Einkommen von Las Vegas liegt mit 27.988 US-Dollar leicht über dem amerikanischen Durchschnitt (27.466 US-Dollar). Die offizielle Arbeitslosenquote liegt mit rund 5,5 Prozent leicht über dem amerikanischen Durchschnitt.
Die Metropolregion von Las Vegas erbrachte 2018 eine Wirtschaftsleistung von 122,4 Milliarden US-Dollar und belegte damit Platz 36 unter den Großräumen der USA. In den letzten Jahren konnte sich die Wirtschaft wieder erholen und verzeichnete im nationalen Vergleich überdurchschnittliche Wachstumsraten.

### Wasser

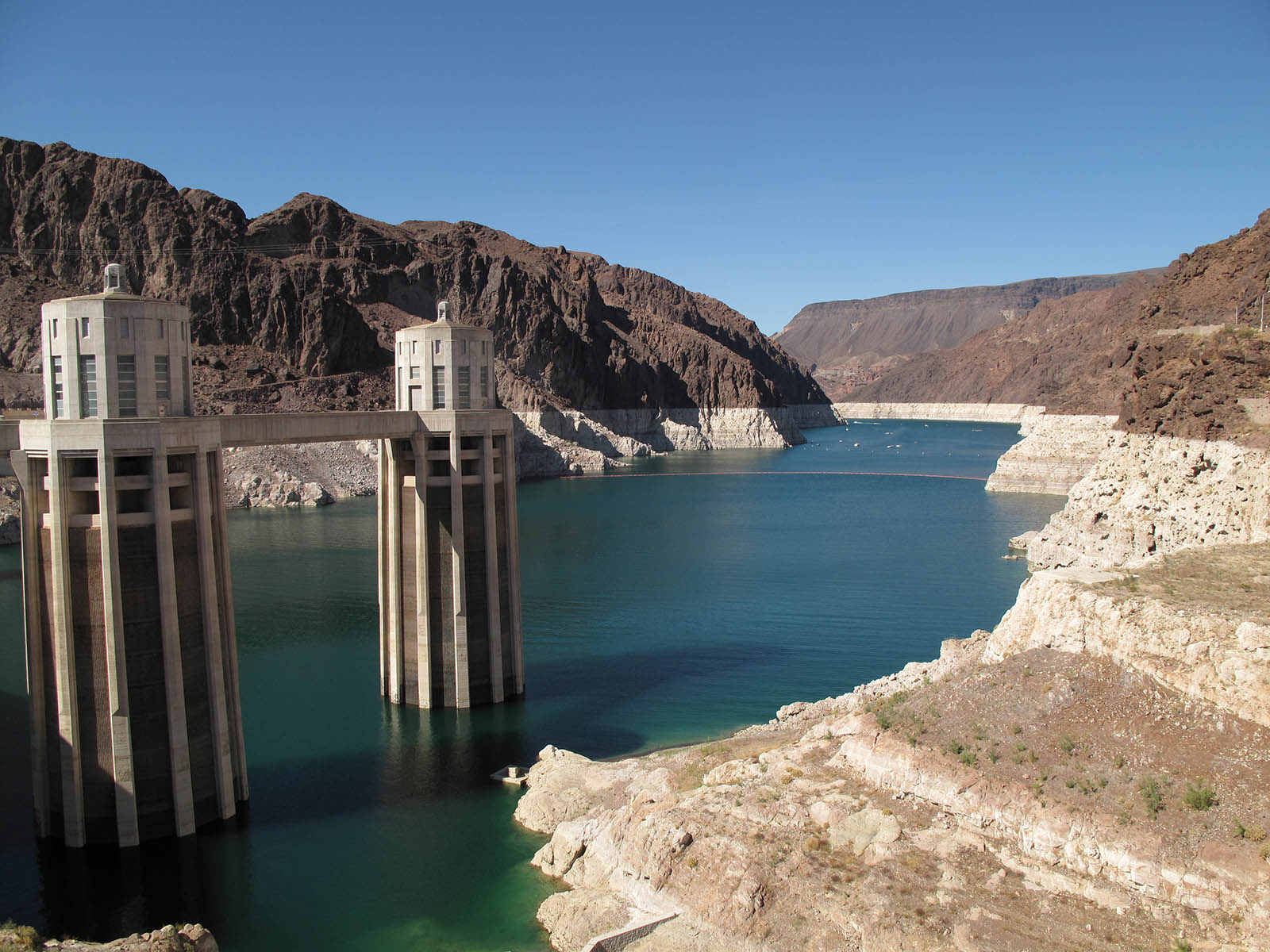
Lake Mead

Die Wüstenstadt Las Vegas bezieht ihr Wasser sowie Trinkwasser zu 90 Prozent aus dem Lake Mead. 1999 war der Stausee zum letzten Mal vollständig gefüllt, seitdem ist der Wasserspiegel um mehr als 30 Meter gesunken. Die Trinkwasser-Knappheit – ausgelöst durch die Wasservergeudung, die rasche Bevölkerungsexplosion sowie den expandierten Tourismus – veranlasste die Stadt, drei Water-Waste-Investigators (umgangssprachlich Water-Cops) im Las-Vegas-Valley-Water-District einzustellen.

### Verkehr
Der Harry Reid International Airport hatte 2019 ein Fluggastaufkommen von etwa 52 Millionen Passagieren. 2021 belegte er den zehnten Platz unter den Flughäfen mit dem höchsten Passagieraufkommen der Welt. Zum Zeitpunkt der Erbauung noch weit außerhalb der Stadt gelegen, ist der Flughafen inzwischen fast völlig von der Bebauung umgeben.

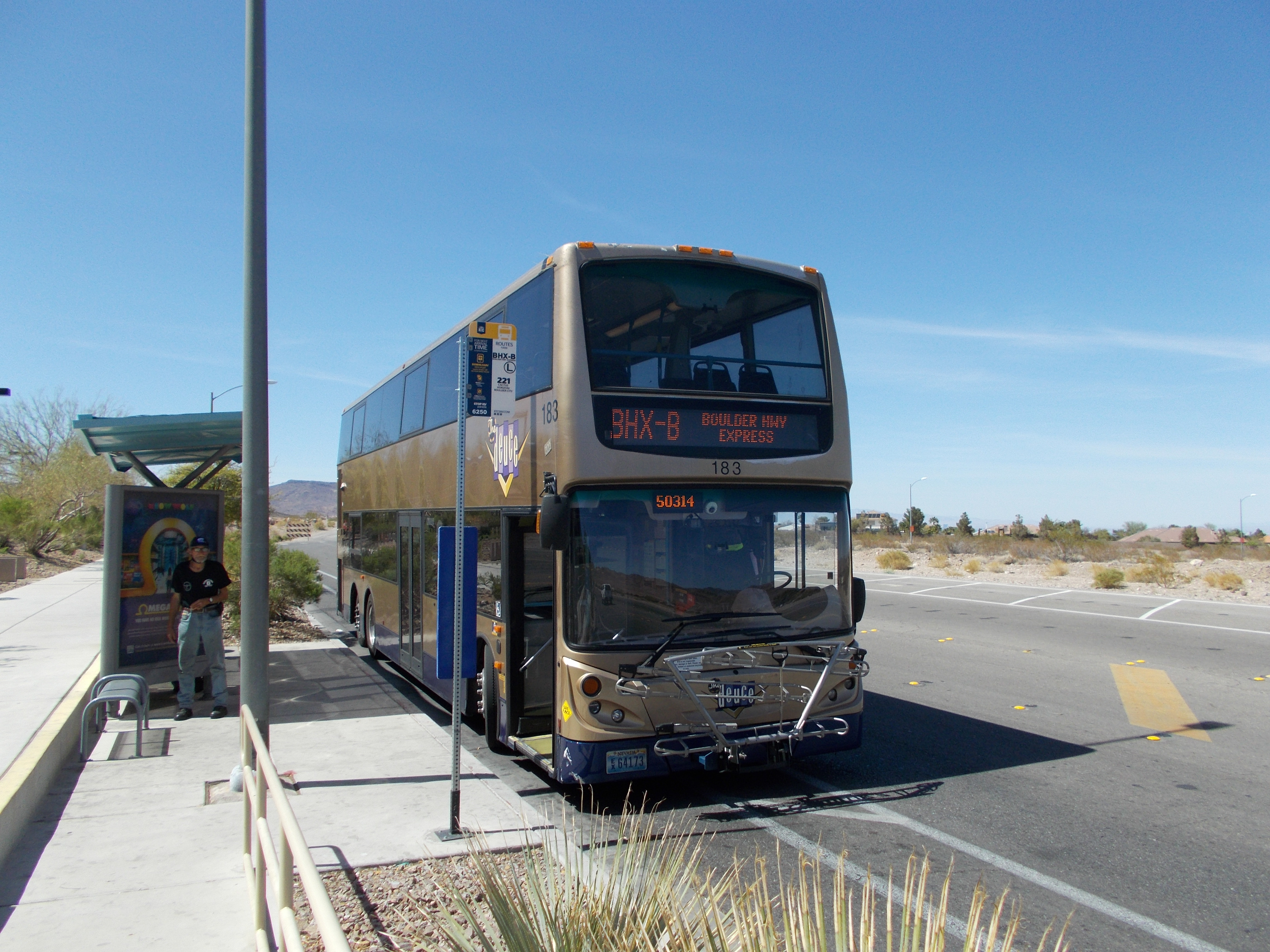
Doppeldeckerbus von RTC Transit

Die Stadt verfügt seit 1990 über das Citizens Area Transit (CAT), seit 2004 RTC Transit, ein Busnetz mit insgesamt 38 Linien, das eine Fläche doppelt so groß wie Berlin (1732 Quadratkilometer) abdecken muss. Die Linien werden jedoch selbst in Spitzenzeiten oft nur im 15- oder 20-Minuten-Takt angeboten, zudem sind sie nicht aufeinander abgestimmt. Lediglich auf der am stärksten frequentierten Buslinie The Deuce, die den ganzen Strip abfährt, wartet man bis zum frühen Abend in der Regel nur wenige Minuten auf den nächsten Bus. In den Abendstunden kann es aber auch hier zu erheblichen Wartezeiten kommen.
Seit 2004 gibt es die Las Vegas Monorail, sie fährt in vierzehn Minuten vom Hotel MGM Grand zum Hotel Sahara Las Vegas und macht Zwischenstation am Las Vegas Convention Center sowie an einigen Hotels wie Caesars Palace und Horseshoe.
Die Stadt liegt an der Bahnstrecke der Union Pacific Railroad von Salt Lake City nach Los Angeles. Seit 1997 erfolgt nur noch Güterverkehr. Der Bahnhof befindet sich im Union Plaza Hotel am Ende der Fremont Street.
Am „Strip“ befinden sich an verschiedenen Kreuzungen 15 Fußgängerbrücken, die jeweils mit einem Aufzug und Rolltreppen ausgestattet sind. Im Januar 2024 trat ein kontroverses Gesetz in Kraft, das es den Fußgängern verbietet, darauf stehen zu bleiben, um z. B. Fotos zu machen oder Straßenkünstler zu beobachten. Zuwiderhandlungen werden mit einer Gefängnisstrafe bis zu sechs Monaten oder einer Geldstrafe von 1000 US-Dollar geahndet.

### Bekannte Hotels
- Aria Resort & Casino
- Hotel Bellagio
- Binion’s Horseshoe
- Caesars Palace
- Circus Circus Hotel
- Desert Inn (2001 abgerissen)
- The Dunes (1993 abgerissen)
- Encore Las Vegas
- Excalibur Hotel
- Flamingo
- Hard Rock Hotel and Casino
- Horseshoe Las Vegas
- New Frontier (2007 abgerissen)
- Golden Gate Hotel
- Golden Nugget
- Harrah’s Las Vegas
- Imperial Palace
- Luxor
- Mandalay Bay
- Mirage
- MGM Grand Hotel
- Monte Carlo Resort
- New York-New York Hotel & Casino
- The Palazzo
- Palms Casino Resort
- Paris Las Vegas
- Planet Hollywood Resort and Casino
- Rio All-Suite Hotel and Casino
- Riviera (2016 abgerissen)[35]
- Sahara Las Vegas
- Sands (1996 abgerissen)
- Stardust (2007 abgerissen)
- Stratosphere Las Vegas
- Treasure Island
- The Cosmopolitan
- Tropicana Las Vegas
- Trump International Hotel
- Venetian Resort Hotel
- Wynn Las Vegas

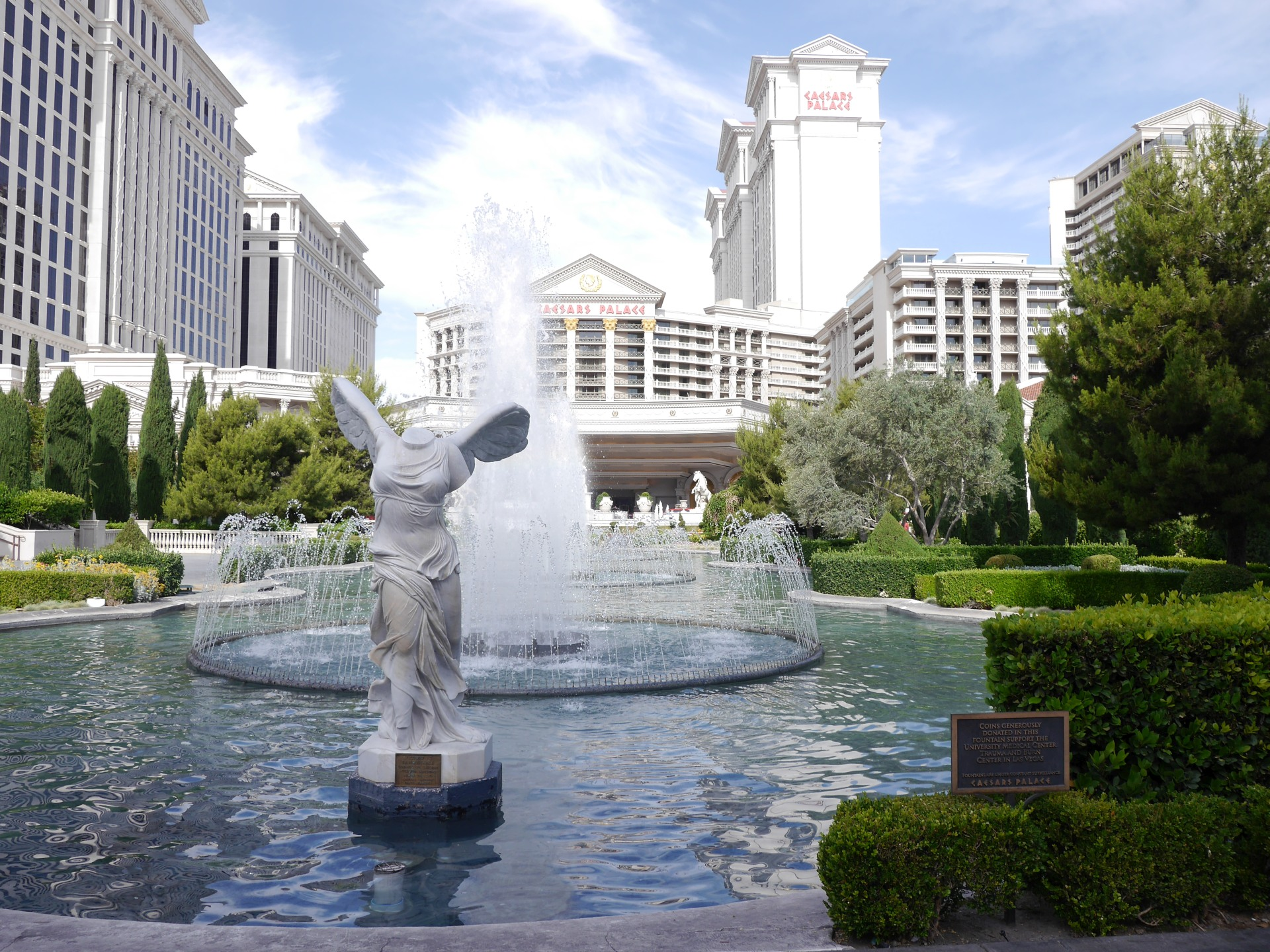
Caesars Palace Hotel & Casino
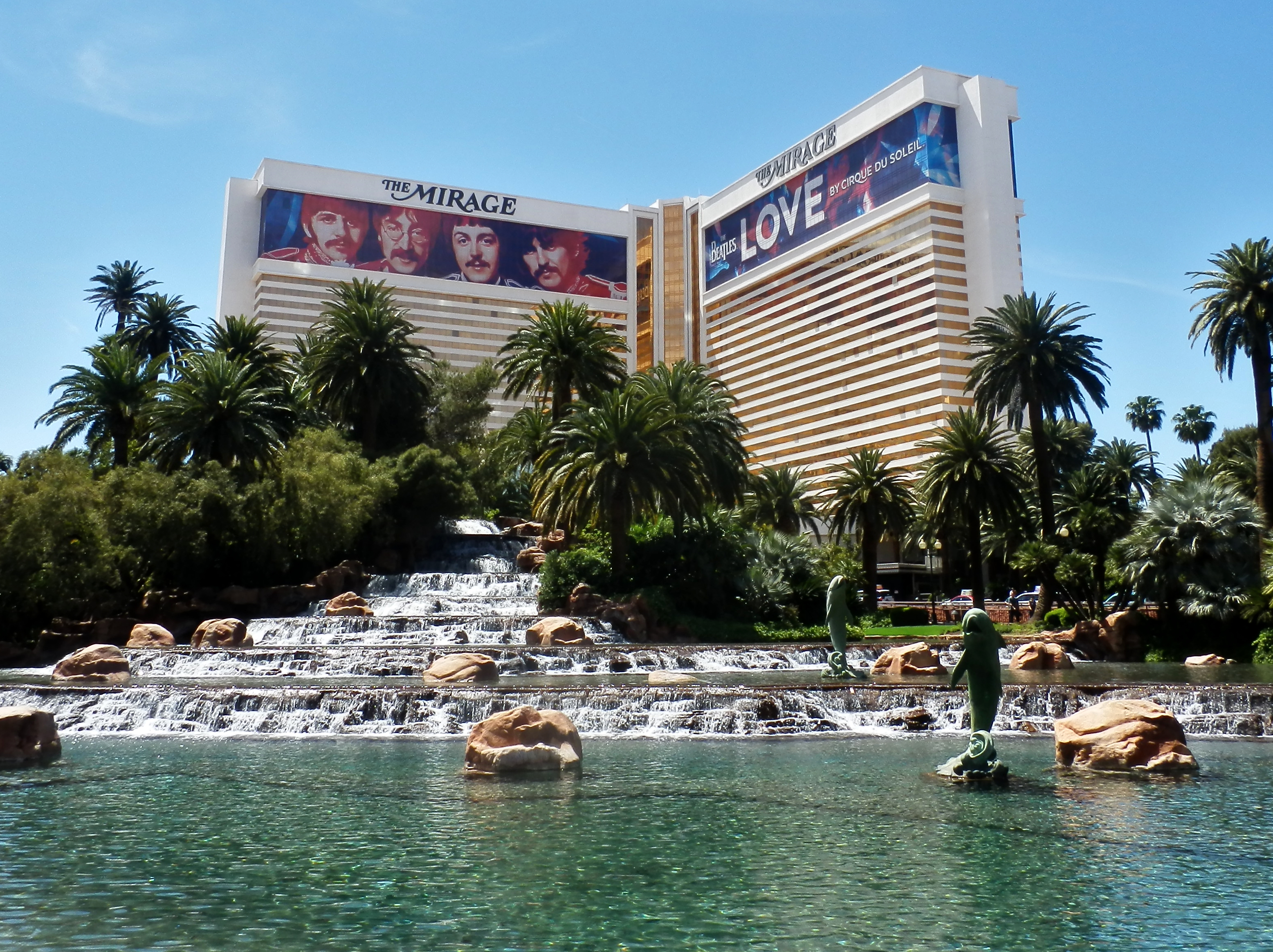
Hotel Mirage
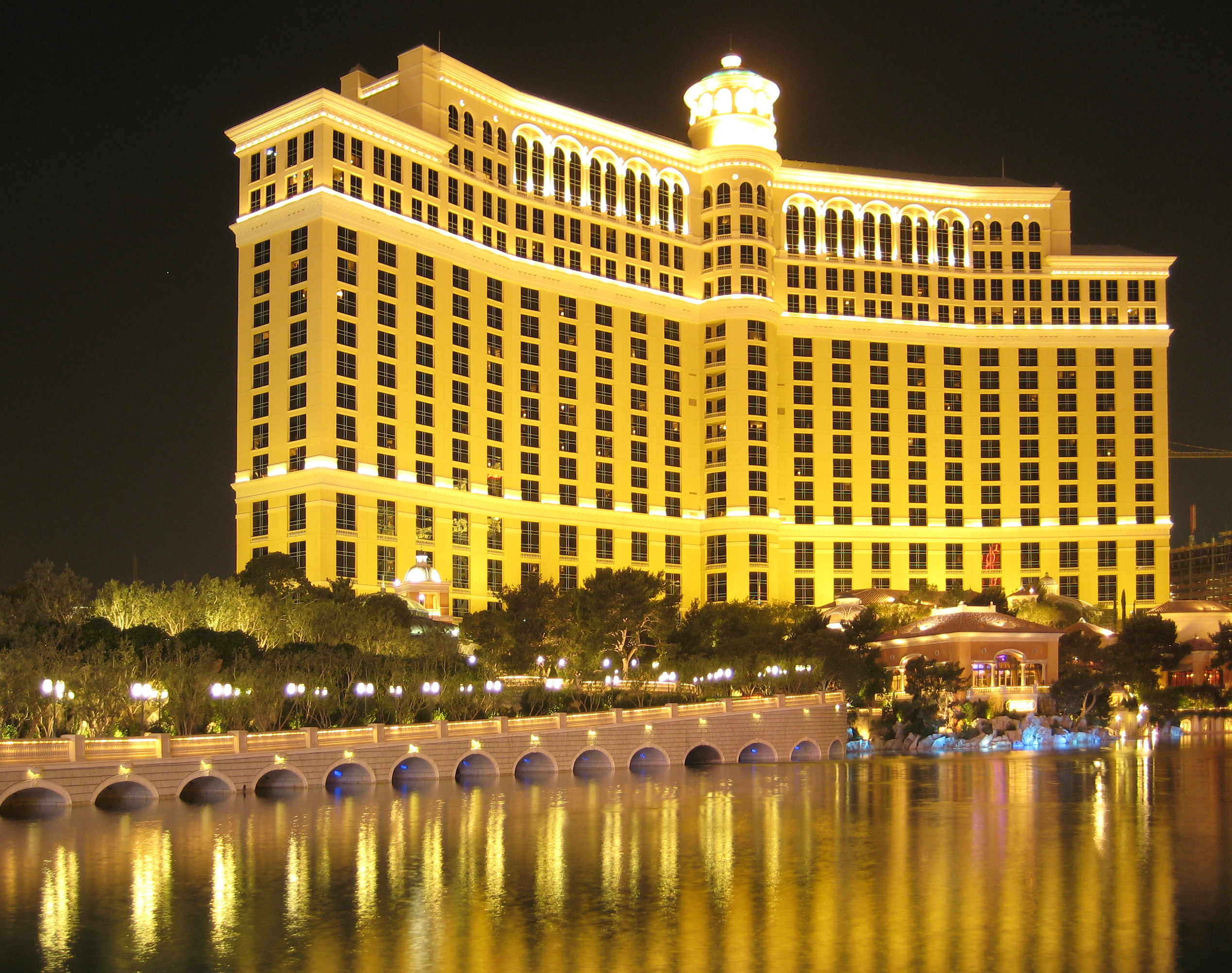
Hotel Bellagio am Abend
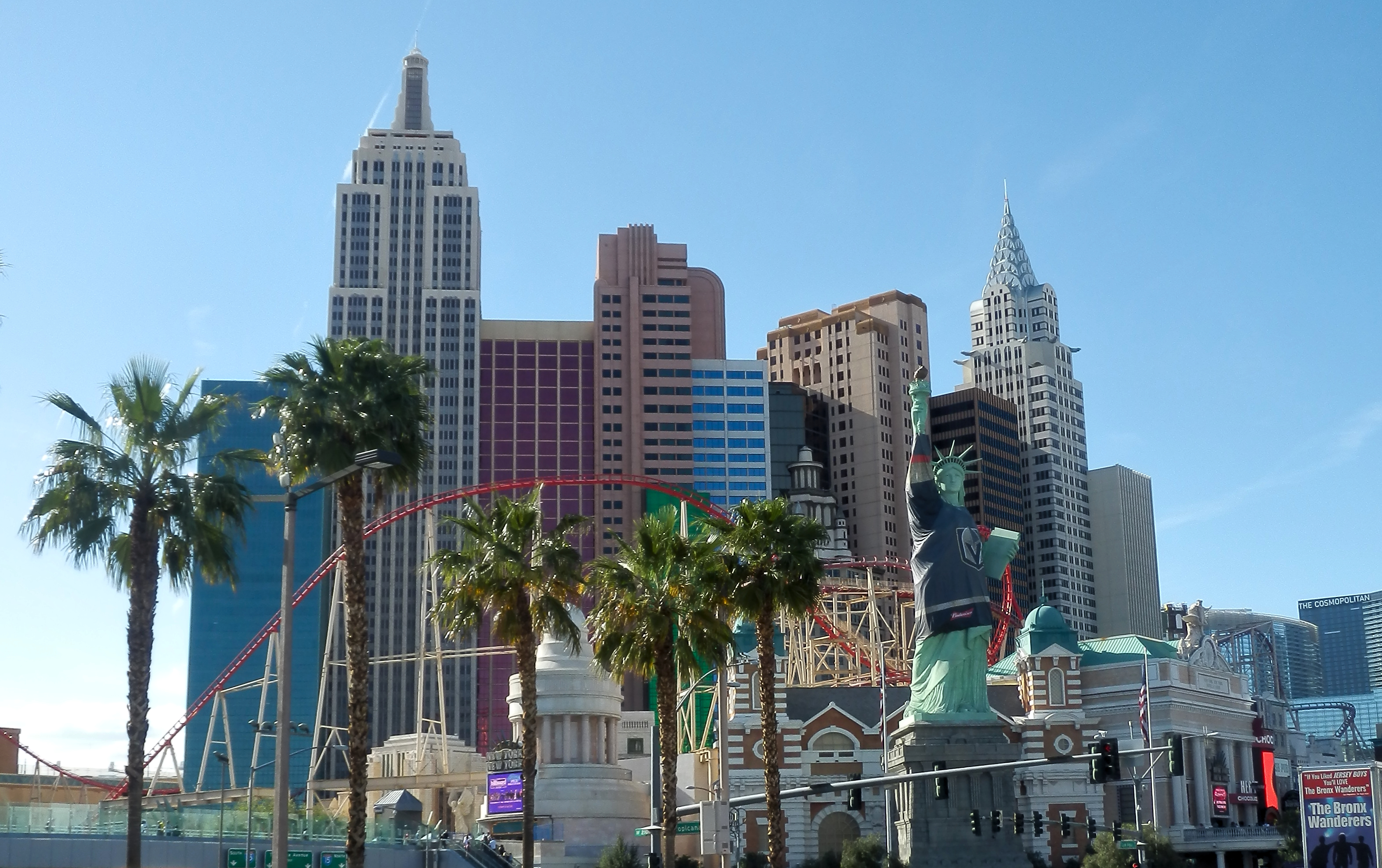
New York-New York Hotel & Casino
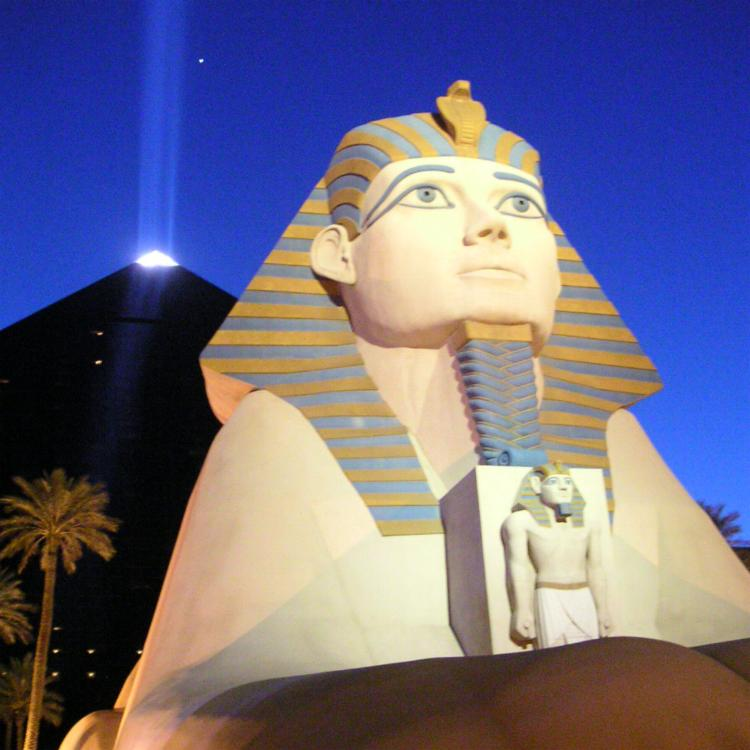
Luxor Hotel and Casino

Die meisten dieser Hotels konzentrieren sich dabei auf lediglich zwei Straßen, den Strip sowie die Fremont Street. Einige der Hotels stellen Nachbauten von bekannten Orten der Welt dar. Das erweiterte Venetian Resort Hotel löste Anfang 2008 das MGM Grand Hotel als größtes Hotel der Stadt ab und war damals mit über 7000 Zimmern der zweitgrößte Hotelkomplex der Welt. Das Bellagio ist vor allem bekannt durch die Fountains of Bellagio, einer bis zu viertelstündlich stattfindenden Wassershow mit Wasserfontänen zu Musik. Im Rio All-Suite Hotel and Casino findet jedes Jahr die World Series of Poker statt.

## Kunst und Kultur

### Musik und Schauspiel

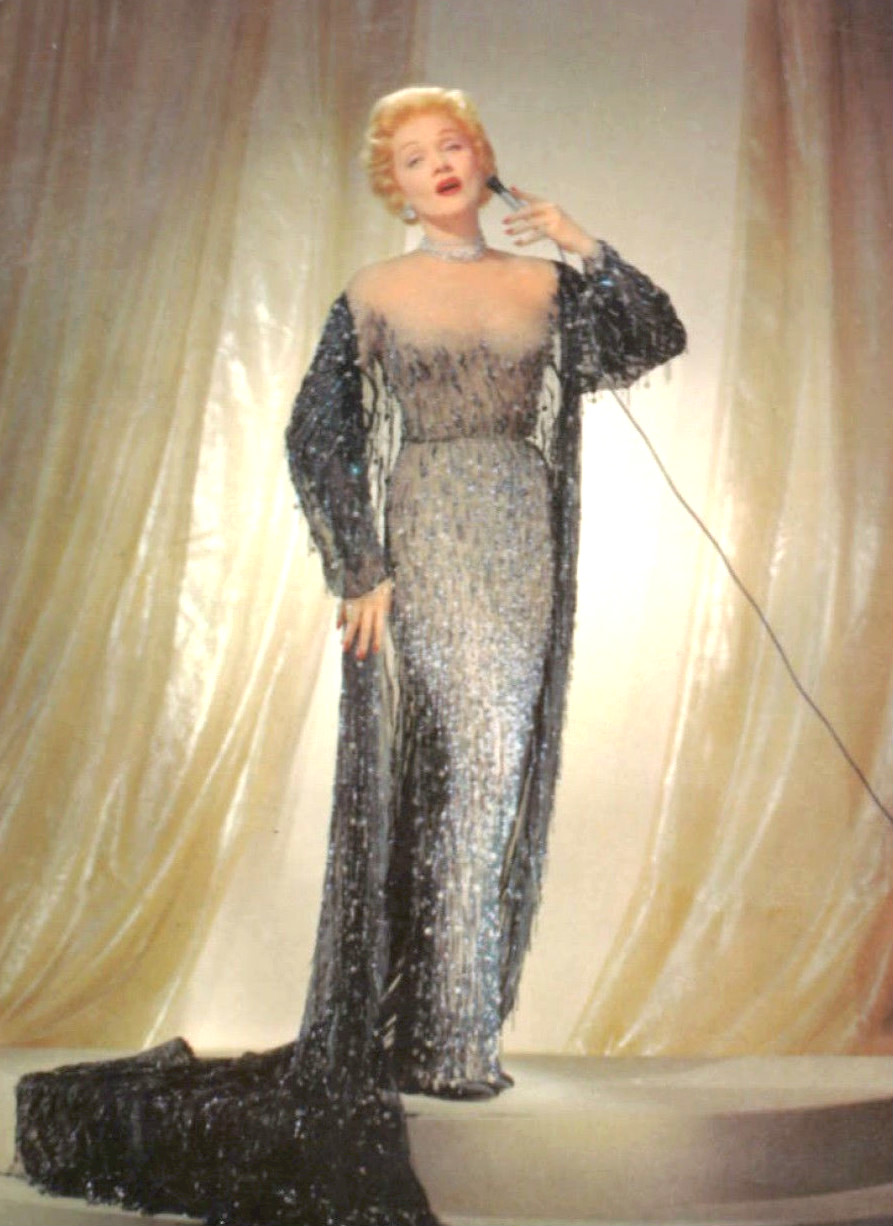
Marlene Dietrich während einer Show im Sahara Las Vegas, um 1960

Las Vegas ist seit der Ansiedlung des Glücksspiels für die zahlreichen Shows bekannt. Liberace, der in Las Vegas berühmt wurde, war der erste Künstler, der über einen längeren Zeitraum in einem der Casinos auftrat. Dieses Residency genannte Konzept nimmt seit den 1940er-Jahren an Bedeutung zu. In dieser Zeit verfügte jedes der großen Casinos über eigene Orchester und Big Bands. In den späten 1940er Jahren zählten auch Nat King Cole und Ella Fitzgerald zu den bekanntesten Musikern und Musikerinnen, die Las Vegas durch ihre Auftritte in den Casinos prägten.
Das Konzept der Residency nahm auch in den 1950er-Jahren an Bedeutung zu. Marlene Dietrich, Edith Piaf und Ronald Reagan, damals noch als Schauspieler, bespielten die Konzerthallen verschiedener Hotels. Die Karriere Frank Sinatras war stark von seinen langjährigen Residencies in Las Vegas beeinflusst, die er von 1953 bis 1994 unterhielt. 1959 begann Wayne Newton seine Karriere in Las Vegas, bis 2019 hat er über 30.000 Konzerte in der Stadt gegeben. Elvis Presley spielte während seiner Karriere mehrmals dauerhaft in Las Vegas, in den 1970er Jahren während einer erfolgreichen Residency 837 Konzerte am Stück im International Hotel (heute Westgate).
In den 1980er Jahren wurden Zauberkünstler populär, vor allem David Copperfield und das Duo Siegfried & Roy. Zu dieser Zeit spielte auch Sängerin Cher eine erfolgreiche Residency im Caesar’s Palace. Zu dieser Zeit haftete einer Residency in Las Vegas ein eher negativer Ruf an, der symbolisch für das Ende der Karriere von Künstlern und Künstlerinnen stand.
Im 21. Jahrhundert konnten die erfolgreichen Shows von Céline Dion, Britney Spears und Jennifer Lopez eine Wende herbeiführen, die Residency in Las Vegas wurde wieder attraktiv. 2019 erhielt Lady Gaga für ihre vergleichsweise kurze Residency Enigma + Jazz and Piano 100 Millionen US-Dollar. Sängerin Adele spielt 2022 eine Residency im Caesars Palace.

### Museen und Galerien

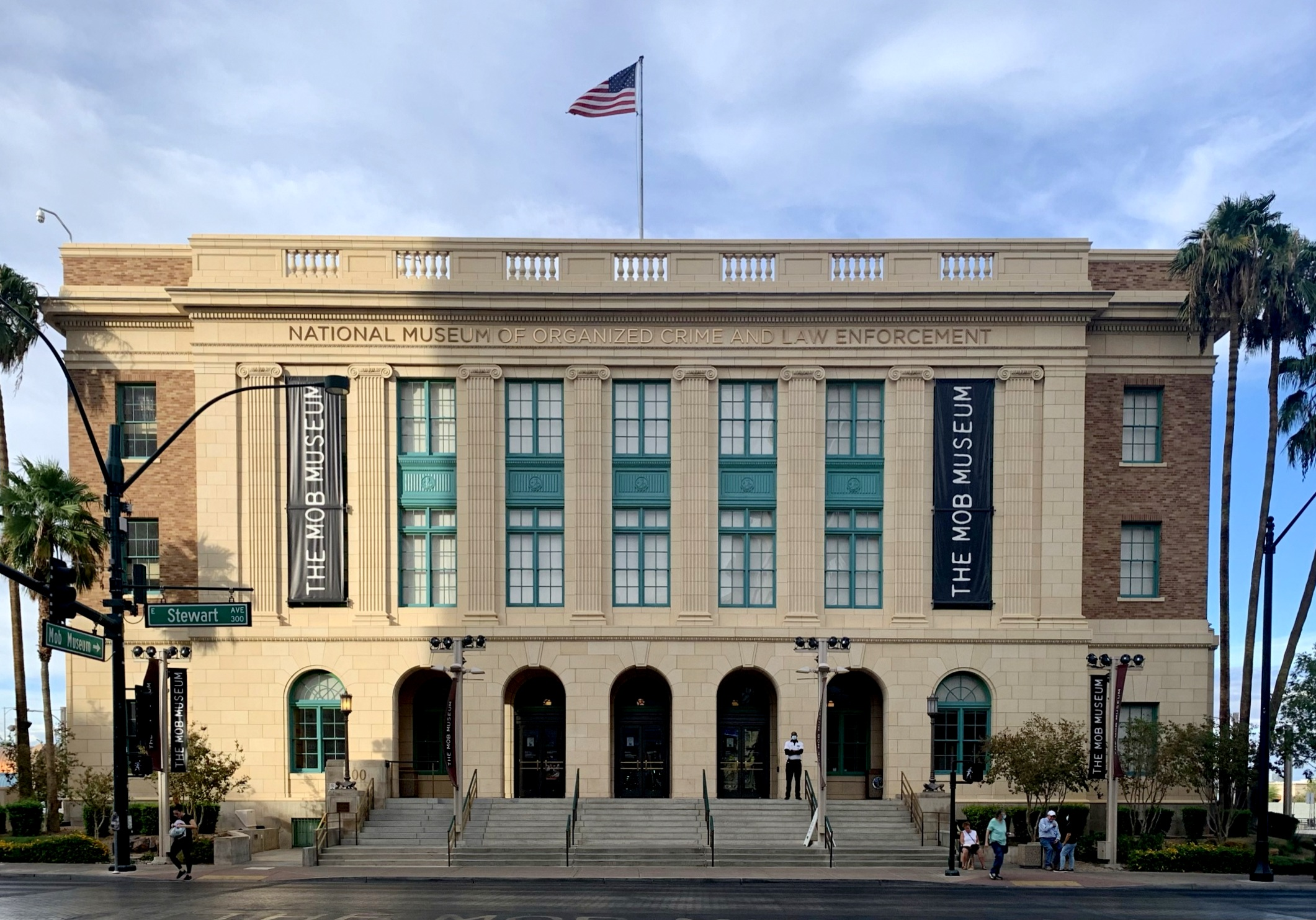
Mob Museum

Zu den bedeutendsten Museen in Las Vegas zählen das National Museum of Organized Crime and Law Enforcement, kurz „Mob Museum“, welches 2012 im alten Gerichtsgebäude der Stadt aufmachte. Das Marjorie Barrick Museum of Art ist das Kunstmuseum der University of Nevada, Las Vegas im Vorort Paradise. Im „Cultural Corridor“ nördlich der Innenstadt befinden sich außerdem das Las Vegas Natural History Museum und das Neon Museum.
Auf dem Strip befindet sich seit 1998 die Bellagio Gallery of Fine Art. In Kooperation mit dem Museum of Fine Arts, Boston, und dem Museum of Contemporary Art San Diego, werden rotierende Ausstellungen der Öffentlichkeit zugängig gemacht. Die Aria Fine Art Collection besteht aus skulpturalen Werken international renommierter Künstler, die öffentlich auf der Gallery Row, einem Standort vieler exklusiver Kunstgalerien, ausgestellt werden. In Las Vegas befinden sich weiter Standorte international agierender Kunstgalerien wie Perrotin oder Sotheby's.
Im Las Vegas Arts District, zwischen Downtown und dem Strip gelegen, befinden sich zahlreiche kleinere Kunstgalerien und Ausstellungsflächen. Hier findet jeden Monat das Kunstfestival First Friday statt.

### Bands aus Las Vegas
- Five Finger Death Punch (gegründet 2005), Metalband
- Escape the Fate (gegründet 2004), Hardcoreband
- The Killers (gegründet 2001), Rockband
- Imagine Dragons (gegründet 2008), Rockband
- Panic! at the Disco (2004–2023), Rockband

### Sport
Im Sommer 2016 wurde das Eishockey-Franchise Vegas Golden Knights gegründet. In der Saison 2017/18 nahm das Team den Spielbetrieb in der National Hockey League (NHL) auf. Seine Heimspiele trägt es in der 2016 eröffneten T-Mobile Arena aus, die im Vorort Paradise steht.
Seit 2020 beheimatet Las Vegas mit den Las Vegas Raiders auch ein Franchise der National Football League (NFL). Hierbei handelte es sich nicht um ein Expansion Team, sondern um die zuvor im kalifornischen Oakland ansässigen Oakland Raiders. Das Team hat planmäßig in der NFL-Saison 2020 den Spielbetrieb in Las Vegas aufgenommen. Heimspielstätte ist das Allegiant Stadium. Außerdem spielt in Las Vegas das Minor League Baseball Team Las Vegas Aviators, das aktuell zur Organisation der Oakland Athletics gehört.
Die NBA veranstaltet seit 2004 jeden Sommer eine NBA Summer League im Thomas & Mack Center in Las Vegas, bei der NBA-Rookies erste Erfahrungen sammeln und vertragslose Talente einen Vertrag in einem NBA-Team erspielen können. Pläne für eine NBA-Expansion scheiterten bisher an den lockeren Glück- und Wettspielgesetzen in Las Vegas. Das NBA All-Star Game fand 2007 in Las Vegas statt.

### Ausflugsziele
Las Vegas ist ein beliebter Ausgangspunkt für Ausflüge zum Hoover Dam, der südöstlich von Las Vegas den Colorado River zum Lake Mead staut. Weitere beliebte Ausflugsziele in der näheren Umgebung sind der nur wenige Kilometer hinter der westlichen Stadtgrenze liegende Red Rock Canyon, das nordöstlich gelegene, ungefähr 80 Kilometer vom Strip entfernte Valley of Fire, sowie die ebensoweit entfernten Wander- und Winterskigebiete in den nordwestlich von Las Vegas gelegenen Spring Mountains um Mount Charleston und den Lee Canyon. Hier befindet sich auf 2600 Metern über dem Meeresspiegel das „Las Vegas Ski and Snowboard Resort“.
Viele Las-Vegas-Touristen besuchen von hier aus auch das etwa 200 Kilometer entfernte Death Valley und den Grand Canyon im Bundesstaat Arizona. Etwa eine Stunde nördlich auf dem Weg zum Death Valley liegt die Geisterstadt Rhyolite. Zu Beginn des 20. Jahrhunderts eine Goldgräberstadt mit 10.000 Einwohnern, ist sie heute ein Freilichtmuseum.

## Dokumentationen
Die US-amerikanische Doku-Fernsehserie American Justice von A&E Network griff das Thema Casinos und Mobster in Las Vegas auf:
- Folge 41: „Mob Ladies“: Thema u. a. um Virginia Hill, die Freundin von Bugsy Siegel.
- Folge 52: „Vegas & The Mob“: Thema Frank Rosenthal und die Mafia-Casinos in Las Vegas; auch Allen Glick tritt in dieser Episode auf.

## Las Vegas in Computerspielen
- Das Action-Rollenspiel Fallout: New Vegas des Spieleentwicklers Obsidian Entertainment aus dem Jahr 2010 spielt überwiegend im postapokalyptischen Las Vegas im Jahr 2281.